# Ацо Шопов
Ацо Шопов (мкд. Ацо Шопов; Штип, 20. децембар 1923 — Скопље, 20. април 1982) био је македонски песник и учесник Народноослободилачке борбе. Од 1971. до 1975. служио је као амбасадор СФРЈ у Сенегалу.

## Биографија
Ацо Шопов је рођен 1923. године у Штипу. Још као гимназијалац постао је члан СКОЈ-а 1940, а након избијања Народноослободилачке борбе постао је борац у Трећој македонској бригади. Његова најпознатија песма за време рата, "Очи", посвећена је његовој саборкињи Вери Јоцић (1923 — 1944). На почетку педесетих година двадесег века
Након рата је завршио је Вишу партијску школу „Ђуро Ђаковић” у Београду (15.07.1949) студије филозофије на Филозофском факултету у Скопљу (15.03.1961). Био је председник Друштва македонских писаца (ДПМ) и његов члан од оснутка 1947, први председник фестивала Струшке вечери поезије, председник Савеза књижевних преводилаца Југославије (1960-1963) и председник Савеза књижевника Југославије (1968-1970). Био је члан Македонске академије наука и уметности (МАНУ) од њеног оснивања 1967, дописни члан САНУ од 1968, те члан македонског ПЕН центра. Као дугогодишњи директор издавачке куће „Македонска књига“ Ацо Шопов је био уредник више часописа, укључујући и сатирични лист „Остен“.
Био је амбасадор Југославије у Сенегалу од 1971. до 1975, а своју каријеру је завршио 1978. због болести као председник Републичке комисије за културне односе с иностранством.

## Стваралаштво
Ацо Шопов је један од оснивача модерне македонске књижевности. Његова прва збирка песама (1944) прва је књига објављена на македонском у слободној Македонији. Поезију је почео да пише са четрнаест година, на српском, једином језику на којем је био описмењен. Са седамнаест година, приредио је у рукопису читаву збирку песама на македонском језику, подстакнут Рациновим Белим зорама објављеним на македонском језику 1939. у Самобору. Збирка Песни за Штип, познате и као Ановите (према једној од песама у њој) нестаје у рату, али се стваралачки пут Шопова наставља.
На почетку педесетих година двадесетог века увео је нови „интимистички“ талас у македонској пезији: „ С његовим песмама означен је пунокрвни почетак македонске интимне лирике; после њих отпочела је хорска интерпретација певања на интимне теме, закључује Димитар Митрев, 1960. године.
„Управо у оквиру поетског опуса који припада фази лирског интимизма, конфесионализма и субјективизма, постепено се уобличава репрезентација модернистичке поезије, македонске модерне“, истиче Катица Ћулавкова. „Ипак, први корак Шопов је направио песмама из књиге Небиднина (1963)“ са којом модерна ступа на сцену македонске поезије, да би достигла врхунац за збирком Гатач у пепео (1970).
„Ацо Шопов је, нема сумње, изванредан песник. Један од најболих које данас имамо“, написао је је Богдан А. Поповић у Књижевним новинама, 1966. године.

### Оригиналне збирке
- Песни. Куманово: Околиски НОМСМ, 1944. (друга издања: Београд: Издање Младог борца, 1944; Штип: штампарница Илинден, 1944).
- Пруга на младоста (ко-аутор Славко Јаневски). Скопје: Главен одбор на Народната младина на Македонија, 1946.
- На Грамос. Скопје: НАПОК, 1950 [6]
- Со наши раце. Скопје: Државно книгоиздателство на Македонија, 1950.
- Стихови на маката и радоста. Скопје: Кочо Рацин, 1952.
- Слеј се со тишината. Скопје: Кочо Рацин, 1955. e-kniga
- Ветрот носи убаво време. Скопје: Кочо Рацин, 1957.
- Небиднина. Скопје: Кочо Рацин, 1963. (друга издања:1967, 1970, 1971, 1974, 1976)
- Раѓање на зборот. Скопје: Мисла, 1966.
- Јус-универзум. Скопје: Мисла, 1968.
- Гледач во пепелта. Скопје: Македонска книга, 1970. (друго издање: Скопје. „Везилка 2011“, 2013)
- Песна за црната жена. Скопје: Мисла, 1976.
- Дрво на ридот. Скопје: Мисла, 1980.

### Избори
- Песни. Скопје: Кочо Рацин, 1963.
- Песни. Скопје: Македонска книга и Детска радост, 1967.
- Избор. Приредувач Георги Старделов. Скопје: Македонска книга, 1968.
- Златен круг на времето. Скопје: Мисла, 1969.
- Одбрани дела. Приредувач Слободан Мицковиќ. Скопје: Мисла, 1976.
- Океанот е мал, човекот е голем. Приредувач Георги Старделов. Скопје: Центар за култура и информации, 1977.
- Лузна. Предговор на Ефтим Клетников. Скопје: Мисла, 1981.
- Избор од поезијата. Избор и предговор: Раде Силјан. Скопје: Македонска книга, 1987.
- Песни. Избор и предговор: Раде Силјан. Скопје: Здружени издавачи, 1988.
- Небо на тишината. Приредувач Веле Смилевски. Скопје: Култура, 1990.
- Гледач во пепелта. Приредувач Георги Старделов. Скопје: Мисла, 1991.
- Долго доаѓање на огнот. Приредувач Светлана Шопова. Скопје: Либер-М, 1993.
- Поезија. Избор од поезијата на Ацо Шопов. Приредувач Катица Ќулавкова. Скопје: Македонска книга, 1993.
- Лузна = Stigmate. Избор: Јасмина Шопова. Скопје. Матица македонска, 2001. 253 стр. (македонски и француски)
- Сенгор – Шопов : Паралели. Приредила Јасмина Шопова. Предговори : Јасмина Шопова, Амиду Сал, Ристо Лазаров. Илустрации : Христијан Санев. Скопје : Сигмапрес, 2006. 206 стр. (македонски и француски)
- Раѓањето на зборот. Избор и предговор : Катица Ќулавкова. Битола: НИД „МИКЕНА”, 2008.

### Преводи
- Zlij se s tišino. Prepev Ivan Minati. Ljubljana : Državna založba Slovenije, 1957. 72 str.
- Örök várakozó. Foditotta: Fehér Ferenc, Novi Sad, Forum, 1964. 78 str.
- Ветер приносить погожие дни. Перевод Александар Романенко. Москва: Прогресс, 1964. 64 стр.
- Предвечерје. Избор, превод и препјев Сретен Перовиć. Титоград: Графички завод, 1966. 115 стр.
- Ugnus-milestiba: dzeja /Љубовта та огнот: избор / No makedoniešu valodas atdzejojis Knut Skujenieks. Sakartojis Aleksandar Romanenko. Riga: Liesma, 1974. 103 str.
- Песме. Избор и предговор Георги Старделов; превод и препјев Сретен Перовић, Београд: Народна књига, 1974. 277 стр.
- Pjesma crne žene. Prevela Elina Elimova, Zagreb, August Cesarec, 1977. 39 str.
- Dugo dolaženje ognja. Izabrane pesme. Izbor Todor Čalovski. Prepev i pogovor Sreten Perović. Beograd: Rad (Reč i misao), 1977. 105 str.
- En chasse de ma voix. Choix et adaptation Djurdja Sinko-Depierris, Jean-Louis Depierris, Paris, Еditions Saint-Germains-des-Prés, 1978. 60 str.
- Naşterea cuvéntului. Selectiesi traducere de Ion Deaconesvu ; prefatâ si note Traian Nica. Cluj-Napoca: Dacia, 1981, 91 str.
- Lector de cenizas. Presentación selectión i traucción por Aurora Marya Saavedra. Mèhico: Cuadernos Cara a Cara, 1987, 93 str.
- Шопов во светот, Шопов од светот. Избор и предговор Милош Линдро. Скопје: Македонска книга, 1994 (Избор, кн. 2).
- Anthologie Personnelle. Poésie traduite du macédonien par Jasmina Šopova ; introduction d’Ante Popovski ; adaptation et postface d’Edouard Maunick. Paris: Actes Sud / Editions UNESCO, 1994, 143 str.
- Stigmate. Edité par Jasmina Šopova. Skopje : Matica makedonska, 2001. 253 p. (macédonien et français)
- Senghor-Šopov : Parallèles. Edité par Jasmina Šopova; Introductions: Jasmina Šopova, Hamidou Sall, Risto Lazarov. Illustrations: Hristijan Sanev. Skopje: Sigmapres, 2006. 206 p. (français et macédonien).
- Geburt des Wortes = Naissance de la parole. Gedichte übersetzt aus dem Makedonischen von Ina Jun Broda ; Traduit du macédonien par Jasmina Šopova et Edouard J.Maunick. Struga: Sruga Poesieabende / Soirées poétiques de Struga, 2010. 92 str.
- The Word’s Nativity. Edited by Katica Kulavkova. Skopje: St. Clement of Ohrid National and University Library, 2011. 196 p.
- Sol negro. Traducción de Luisa Futoransky. Prólogo y selección por Jasmina Šopova. Buenos Aires : Leviatán, 2011. 98 p.
- Soleil noir = Schwarze Sonne. Préface = Vorwort: Jasmina Šopova. Differdange: Editions PHI, 2012. 121 str.
- Раждане на словото. Подбор, превод, предговор: Роман Кисьов ; Русе: Авангард принт, 2013

## Награде
Ацо Шопов је добитник Награде АВНОЈ-а (1970), затим књижевних награда „Кочо Рацин“ (1956. и 1970), „11. октомври“ (1960. и 1981), „Змајеве дечије игре“ (11.06.1970) и „Браћа Миладинови“ (1976) и др.
У његову част Друштво Македонских писаца сваке године додељује награду Награду „Ацо Шопов“ за најбоље дело поезије од прошле године.